# Jimmy Rimmer
John James „Jimmy“ Rimmer (* 10. Februar 1948 in Southport, Lancashire) ist ein ehemaliger englischer Fußballtorwart. Seine größten Erfolge waren jeweils mit Aston Villa der Gewinn der englischen Meisterschaft im Jahr 1981 und ein Jahr später der Sieg im Europapokal der Landesmeister, wobei er im Finale jedoch verletzungsbedingt bereits nach neun Spielminuten ausgewechselt werden musste.

## Sportlicher Werdegang
Bereits als Schüler schloss sich Rimmer 1965 Manchester United an, wo er zwei Jahre später seinen ersten Profivertrag unterschrieb. Insgesamt blieb er elf Jahre im Old Trafford, stand dabei aber zumeist im Schatten des Stammtorwarts Alex Stepney. Unter anderem saß Rimmer auf der Ersatzbank, als sein Verein 1968 im Finale den Europapokal der Landesmeister gewann. Stepneys Dauerpräsenz sorgte letztlich dafür, dass Rimmer lediglich 46 Spiele für United absolvierte.
Den nächsten Karriereschritt machte Rimmer im Oktober 1973, als er an den walisischen Verein Swansea City ausgeliehen wurde. Seine Leistungen waren bei dem Viertligisten auf Anhieb so gut, dass sich der FC Arsenal im Februar 1974 zu einer Verpflichtung Rimmers entschloss. Bei den „Gunners“ war er als langfristiger Nachfolger für Bob Wilson vorgesehen. In den noch verbleibenden Partien der Saison 1973/74 kam er zwar nur noch einmal zum Einsatz, blieb dabei aber gegen den FC Liverpool ohne Gegentor. Wilson verkündete zum Ende der Spielzeit seinen Rücktritt und Rimmer rückte auf die Position der „Nummer 1“ in den folgenden drei Jahren auf. Als Arsenal-Stammtorhüter absolvierte er in dieser Zeit auch sein erstes und einziges Länderspiel für die englische Nationalmannschaft gegen Italien. Er kam jedoch am 28. Mai 1976 nur in der ersten Halbzeit zum Einsatz und kassierte zwei Gegentreffer – nach seinem Austausch gewann England noch mit 3:2.
Als schließlich Terry Neill das Traineramt beim FC Arsenal übernahm, brachte dieser Pat Jennings von seinem alten Verein Tottenham Hotspur als neuen Stammtorhüter mit. Rimmer zog nach 146 Spielen für Arsenal weiter nach Birmingham zu Aston Villa. In den nächsten sechs Jahren war Rimmer Villas erster Torwart und er gewann dabei 1981 die englische Meisterschaft. Im anschließenden Jahr stand Rimmer sogar während des Endspiels des europäischen Landesmeisterwettbewerbs im Tor, bevor er nach nur neun Minuten verletzt ausgewechselt werden musste – sein junger Ersatzmann Nigel Spink blieb in der verbleibenden Spielzeit ohne Gegentreffer und war dadurch maßgeblich am 1:0-Erfolg gegen den FC Bayern München beteiligt. Dennoch war Rimmer mit dem Sieg der erste englische Spieler, der in diesem wichtigsten europäischen Vereinspokalwettbewerb mit zwei verschiedenen Klubs die Siegermedaille erhielt.
Im Alter von mittlerweile 35 Jahren verließ Rimmer Villa, um ein weiteres Mal bei Swansea City anzuheuern. Diesem Verein blieb er auch nach seinem Rücktritt vom aktiven Sport erhalten, war später Torwarttrainer bei den „Schwänen“ und betreute die Mannschaft nach der Entlassung von Kevin Cullis auf Interimsbasis als Cheftrainer, bis dann Jan Mølby das Amt übernahm.
Als Torhütertrainer ging Rimmer danach in die Volksrepublik China und arbeitete dort langjährig für das chinesische Nationalteam und den Verein Dalian Shide. Mittlerweile ist er in Kanada tätig.

## Erfolge
- Europapokalsieger der Landesmeister: 1968, 1982
- Englischer Meister: 1981